# Centrale thermique de Pembroke
La centrale thermique de Pembroke est une centrale thermique dans le pays de Galles au Royaume-Uni.